# Peter MacNicol
Peter MacNicol (Dallas, 10 aprile 1954) è un attore e doppiatore statunitense.

## Biografia

### Gli inizi
Cresce a Minneapolis e già a nove anni iniziò a recitare nei teatri quando presto sbarcò alle produzioni di Broadway. Ha studiato presso l'Università del Minnesota ed è alto 1,69 m. Nel 1981 ricopre il ruolo del protagonista nel film fantasy Il drago del lago di fuoco e subito è notato dalla critica per le sue promettenti qualità. Negli anni a seguire fu impegnato in diverse produzioni cinematografiche, alcune delle quali destinate alla televisione.

### Il successo
Nel 1982 recita accanto a Meryl Streep e a Kevin Kline nel pluripremiato (per l'interpretazione della Streep) La scelta di Sophie, di Alan J. Pakula, in cui riveste con sensibilità l'interessante ruolo del giovane narratore Stingo, un profilo drammatico da cui la sua carriera in seguito si allontanerà. 
Nel 1986 sposa Marsue Cumming, la quale è fondatrice di un'associazione non-profit rivolta ai bambini in Los Angeles. Nello stesso anno prende parte al film Black Jack. Nel 1989 Peter MacNicol è il dottor Janosz Poha in Ghostbusters II, film che lo rende definitivamente noto al grande pubblico.
Nel prosieguo della sua carriera MacNicol ricopre il ruolo secondario di Gary Granger ne La famiglia Addams 2 e nel 1993 viene preso in considerazione per il ruolo di Niles Crane della sitcom Frasier, ma gli viene preferito David Hyde Pierce per l'impressionante somiglianza con Kelsey Grammer, tuttavia dal 1994 è nuovamente in tv per la serie televisiva Chicago Hope. L'anno successivo figura nel cast del film Dracula morto e contento di Mel Brooks. Nel 1997 esce il film Mr. Bean - L'ultima catastrofe, in cui interpreta il ruolo del co-protagonista, riscuotendo grande popolarità.

### Le serie televisive
È soprattutto con la sua interpretazione nella serie Ally McBeal (dal 1997 al 2002), nella quale interpreta il ruolo dell'eccentrico ma abile avvocato John Cage, che Peter MacNicol ottiene largo successo anche in Europa. L'attore, che per un certo periodo è stato anche il regista della serie, nel 2001 riceve, grazie al telefilm, l'Emmy Award quale miglior attore non-protagonista.
Dal 2005 Peter MacNicol interpreta il dottor Larry Fleinhardt nella fiction televisiva Numb3rs. Nel 2007 MacNicol ha partecipato alla sesta stagione della pluripremiata serie televisiva 24 nel ruolo di Thomas Lennox, il consigliere del Presidente degli Stati Uniti. Nel 2010 entra nel cast della settima stagione di Grey's Anatomy, come nuovo primario di pediatria in frequente conflitto con Alex Karev. Nel 2015 è nel terzo spin-off di CSI: Cyber come assistente del direttore dell'FBI Stavros Strifter, che lascerà al termine della prima stagione.

### Videogiochi
MacNicol ha doppiato il Cappellaio Matto nella serie di Batman: Arkham.

## Filmografia

### Attore

#### Cinema
- Il drago del lago di fuoco (Dragonslayer), regia di Matthew Robbins (1981)
- La scelta di Sophie (Sophie's Choice), regia di Alan J. Pakula (1982)
- Black Jack (Heat), regia di Dick Richards e Jerry Jameson (1986)
- Ghostbusters II - Acchiappafantasmi II (Ghostbusters II), regia di Ivan Reitman (1989)
- Un marito di troppo (Hard Promises), regia di Martin Davidson (1991)
- Moglie a sorpresa (HouseSitter), regia di Frank Oz (1992)
- La famiglia Addams 2 (Addams Family Values), regia di Barry Sonnenfeld (1993)
- Benvenuti a Radioland (Radioland Murders), regia di Mel Smith (1994)
- Dracula morto e contento (Dracula: Dead and Loving It), regia di Mel Brooks (1995)
- Mr. Bean - L'ultima catastrofe (Bean), regia di Mel Smith (1997)
- Un genio in pannolino (Baby Geniuses), regia di Bob Clark (1999)
- Breakin' All the Rules, regia di Daniel Taplitz (2004)
- Battleship, regia di Peter Berg (2012)

#### Televisione
- The Powers That Be – serie TV, 20 episodi (1992-1993)
- Chicago Hope – serie TV, 30 episodi (1994-1998)
- Ally McBeal – serie TV, 97 episodi (1997-2002)
- The Tom Green Show, 1 episodio (1998)
- Numb3rs – serie TV, 91 episodi (2005-2010) – Larry Fleinhardt
- 24 – serie TV, 24 episodi (2007)
- Grey's Anatomy – serie TV, 7 episodi (2010-2011)
- Game Change, regia di Jay Roach – film TV (2012)
- Terapia d'urto (Necessary Roughness) – serie TV, 3 episodi (2013)
- Agents of S.H.I.E.L.D. – serie TV, 2 episodi (2013-2015)
- CSI: Cyber – serie TV, 13 episodi (2015)
- Veep - Vicepresidente incompetente – serie TV, 9 episodi (2016-2019)
- The Big Bang Theory – serie TV, episodio 11x20 (2018)
- Una serie di sfortunati eventi (A Series of Unfortunate Events) - serie TV, episodio 3x07 (2019)
- All Rise – serie TV, 9 episodi (2020-in corso)

### Doppiatore

#### Cinema e televisione
- Il segreto di NIMH 2 - Timmy alla riscossa (The Secret of NIMH 2: Timmy to the Rescue), regia di Dick Sebast (1998)
- Ricreazione - La scuola è finita (Recess: School's Out), regia di Chuck Sheetz (2001)
- Balto - Il mistero del lupo (Balto II: Wolf Quest), regia di Phil Weinstein (2002)
- Harvey Birdman, Attorney at Law – serie animata, 14 episodi (2003-2007)
- Stuart Little 3 - Un topolino nella foresta (Stuart Little 3: Call of the Wild), regia di Audu Paden (2005)
- The Spectacular Spider-Man – serie animata, 12 episodi (2008-2009)
- Scooby-Doo e il palcoscenico stregato (Scooby-Doo! Stage Fright), regia di Victor Cook (2013)
- American Dad, regia di Seth MacFarlane (2014-2016)
- Rapunzel - Prima del sì (Tangled: Before Ever After), regia di Tom Caulfield e Stephen Sandoval (2017-2020)
- Un'avventura spaziale - Un film dei Looney Tunes (The Day the Earth Blew Up: A Looney Tunes Movie) (2024)

#### Videogiochi
- Batman: Arkham City (2011)
- Batman: Arkham Origins (2013)
- Batman: Arkham Knight (2015)

## Doppiatori italiani
Nelle versioni in italiano delle opere in cui ha recitato, Peter MacNicol è stato doppiato da:
- Luca Dal Fabbro in La famiglia Addams 2, Bevenuti a Radioland, Boston Legal, Agents of S.H.I.E.L.D., CSI: Cyber
- Sandro Acerbo in Breakin' All the Rules, Black Jack, All Rise
- Danilo De Girolamo in Dracula morto e contento, Mr. Bean - L'ultima catastrofe
- Marco Guadagno in La scelta di Sophie, Battleship
- Ambrogio Colombo in 24, 24: Redemption
- Luca Lionello in Ghostbusters II - Acchiappafantasmi II
- Gaetano Varcasia in Chicago Hope
- Gianni Giuliano in Numb3rs
- Francesco Pannofino in Moglie a sorpresa
- Vittorio Guerrieri ne Il drago del lago di fuoco
- Alberto Caneva in Una serie di sfortunati eventi
- Giorgio Bonino in Ally McBeal
- Massimo De Ambrosis in Un genio in pannolino
- Mino Caprio in L'amore di un padre
- Dario Oppido in Grey's Anatomy
- Franco Mannella in Game Change
- Raffaele Palmieri in The Big Bang Theory

Da doppiatore è stato sostituito da:
- Riccardo Rovatti in Batman: Arkham City, Batman: Arkham Origins, Batman: Arkham Knight
- Sergio Lucchetti in Scooby-Doo e il palcoscenico stregato
- Francesco Bulckaen in Ricreazione - La scuola è finita
- Manfredi Aliquò in Star Wars Rebels
- Roberto Chevalier ne Il segreto di NIMH 2 - Timmy alla riscossa
- Mario Scarabelli in The Batman
- Daniele Demma in Balto - Il mistero del lupo
- Roberto Stocchi in The Spectacular Spider-Man
- Fabrizio Picconi in Rapunzel - Prima del sì
- Marcella Silvestri in Danny Phantom
- Luca Dal Fabbro in Un'avventura spaziale - Un film dei LooneyTunes